# Oligia ferruginea
Oligia ferruginea är en fjärilsart som beskrevs av Heydemann 1942. Oligia ferruginea ingår i släktet Oligia och familjen nattflyn. Inga underarter finns listade i Catalogue of Life.